# أرماندو غارسيا منديز
أرماندو غارسيا منديز (بالإسبانية: Armando García Méndez)‏ هو سياسي مكسيكي، ولد في 28 ديسمبر 1961 في ولاية مكسيكو في المكسيك. حزبياً، نشط في الحزب الديمقراطي الاجتماعي (المكسيك). وقد انتخب عضو مجلس النواب المكسيك.